# Groente-uil
Het groente-uil (Lacanobia oleracea) is een nachtvlinder die behoort tot de familie Noctuidae (nachtuiltjes). De vlinder komt van nature voor in Europa en lijkt veel op de kooluil.
De vlinder is 's nachts vooral te zien van mei tot en met augustus en heeft een spanwijdte van 34 tot 44 mm. Ze worden aangetrokken door licht, suiker en nectarrijke bloemen. Er zijn twee generaties per jaar. De vlinder van de eerste generatie vliegt in april en mei en die van de tweede generatie tot oktober. De eitjes worden in groepjes van 50-300 aan de onderkant van het blad afgezet. Ze zijn in het begin appelgroen en verkleuren bij het ouder worden naar geel-groen.
Aan de achterkant van de voorvleugel loopt een dunne, onopvallende witte lijn.
De voorvleugels zijn donkerroodachtig-bruin met een duidelijke lichtoranje-bruine vlek (stigma) en aan de achterkant van de voorvleugel (subterminaal) een helderwitte, onopvallende lijn. De achtervleugels zijn grijs en worden donkerder richting de termen (randen).
De tot 50 mm lange rups is in juli en september te zien en is groen of bruin met gele strepen onderaan langs de zijkanten. Bij de bruine vorm zit boven de gele streep ook nog een zwarte. De rups voedt zich met verschillende waardplanten, waaronder melde- en ganzenvoetsoorten. Op kasgewassen, zoals tomaat en chrysant, is de rups door de vreterij een schadelijk insect.
De vlinder overwintert als pop.

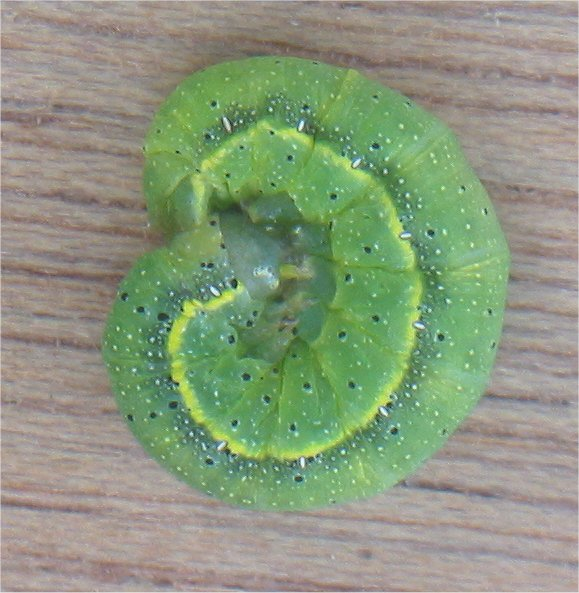
Rups
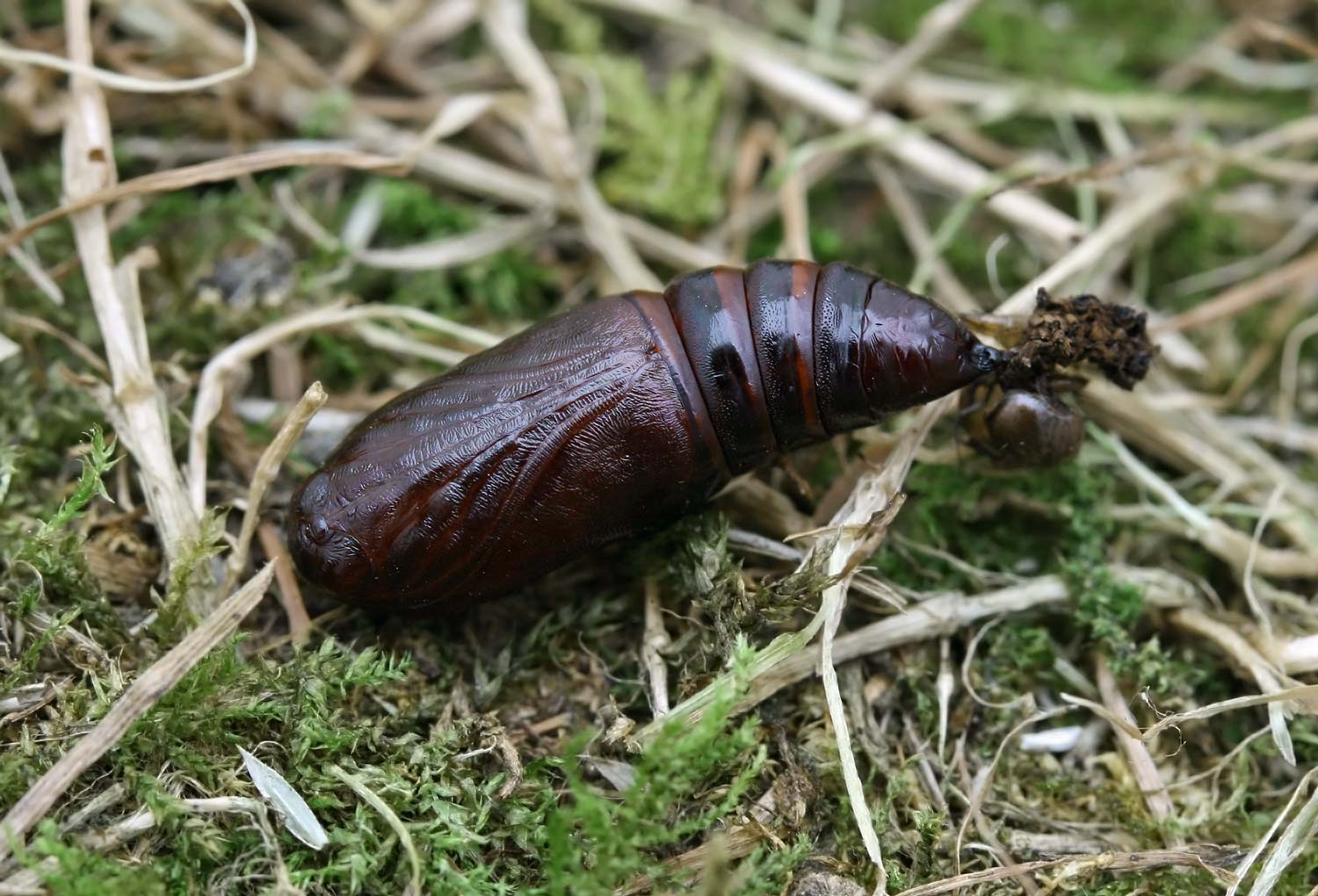
Pop